# قافزات الأوراق
قافزات الأوراق أو نطاطات الأوراق أو عائلة سيكادليدي أو الجاسيات أو السيكاديّة الصغری (الاسم العلمي:Cicadellidae) هي فصيلة من 0 تتبع رتبة نصفيات الأجنحة من طائفة الحشرات. تتغذى هذه الحشرات المتناهية الصغر والتي يُطلق عليها بالعامية اسم النطاطات على أوراق النبات حيث تمتص النسغ من الحشيش أو الشجيرات أو الشجر. تتَّخذ رجلها الخلفية شكلاً يساعدها على القفز، كما يكسوها الشعر الذي يسهل عليها توزيع إفرازها على الجسم الذي يُعد بمثابة طارد للمياه وحامل للـفيرومون. تخضع هذه الحشرات لعملية استحالة ناقصة وتشتمل على العديد من المجموعات المضيفة التي تتفاوت بين العامة جدًا والمحددة جدا. تنتشر بعض أنواعها في جميع أنحاء العالم، في حين يوجد البعض الآخر في المناطق المعتدلة المناخ والاستوائية. يُعتبر بعضها من الآفات والبعض الآخر من نواقل فيروسات النبات والجبل النباتية. تنتشر هذه الفصيلة في جميع أنحاء العالم، وتُعد ثاني أكبر فصيلة نصفية الجناح تشتمل على أكثر من 20,000 نوع مصوَّرا.
تنتمي هذه الحشرات إلى نسب يوجد في الغالب ضمن رتبة سيكادومورفا (Cicadomorpha) التحتية التي توجد في رتيبة أوشينورهينتشا (Auchenorrhyncha)، ولكن نظرًا لأن الأصنوفة الأخيرة ليست أحادية العرق، يُفضل معظم كُتاب العصر إلغاء رتبة أوشينورهينتشا رفع رتبة سيكادومورفا التحتية إلى رتيبة سليبيورهينتشا (Clypeorrhyncha). تشتهر قبيلة بروكونيني (Proconiini) التي تنتمي إلى فصيلة سيكاديليناي (Cicadellinae) باسم القناصة (sharpshooters).

## الوصف وعلم البيئة

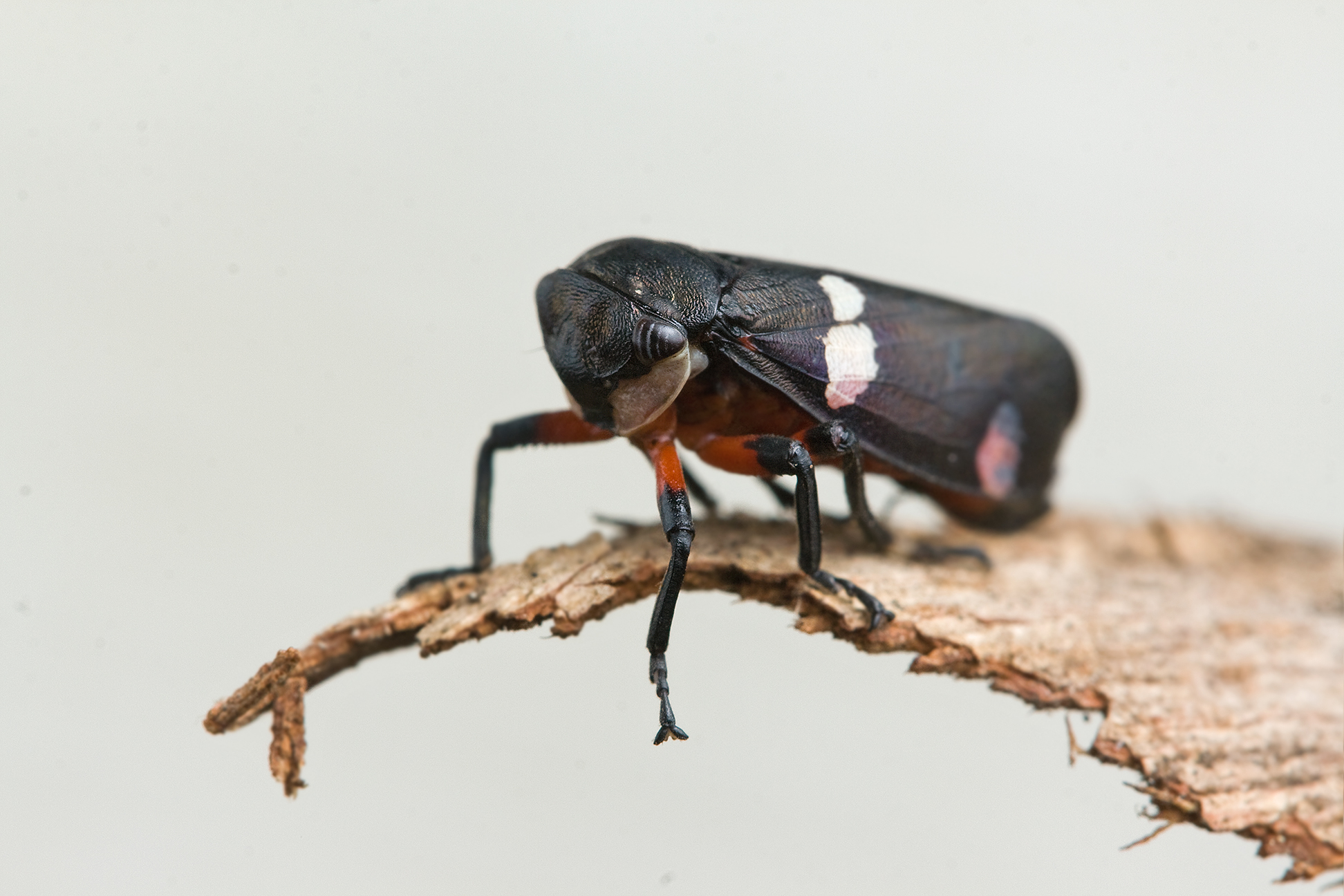
إيوريميلا ديستينكتا (Eurymela distincta)

تجمع سيكاديليداي بين الميزات التالية:
- يتميَّز الجزء السميك من قرون الاستشعار بقصره الشديد وينتهي بهُلب (أريستا (arista)).
- تتمتَّع بـعينَين بسيطتَين (عينَين بسيطتَين) أعلى رأسها أو في مقدمتها.
- يتكوَّن الرصغ من ثلاث عقلات.
- يوجد الفخذ في المقدمة ويحتوي غالبًا على شوك ضعيف.
- يحتوي الظنبوب الخلفي على جؤجؤ مميَّز أو أكثر به صف من الأشواك المُتحركة على كلٍ، ويوجد أحيانًا على قواعدٍ منتفخة.
- تقترب قاعدة الأرجل التي تقع في الوسط من بعضها منذ نشأتها تحت الزور.
- لا يتكثف شعر الأجنحة الأمامية بصفة خاصة.

تنفرد حشرة نطاط الأوراق بخاصية إفراز حبيبات بروتشوسوم (brochosome)، التي من شأنها أن تحمي الحيوانات لا سيما مقابض بيضها من الافتراس والممرضات.

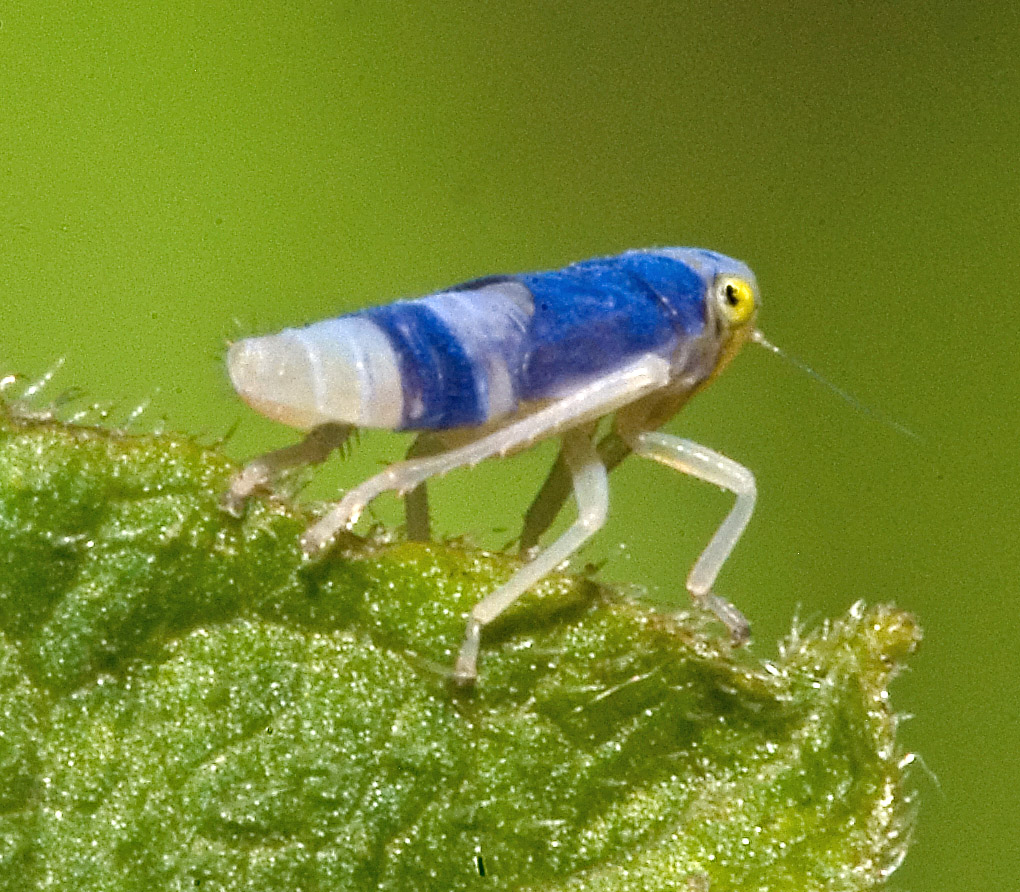
حوراء من أحد أنواع تيفلوسيبيناي (Typhlocybinae) مجهولة الهوية

تخضع نطاطات الأوراق مثلها مثل غيرها من إكزوبتيريجوتا (Exopterygota) لمرحلة تطويرٍ مباشرةً تتحول خلالها من الحوراء إلى الحشرة البالغة دون أن تمر بطور العذراء. على الرغم من أن العديد من نطاطات الأوراق تتفق في صغر حجمها وبهتان لونها كما هي الحال بالنسبة إلى ميمبراكويديا (Membracoidea)، إلا أن الحشرات البالغة والحوراء التي تنتمي إلى بعض الأنواع تتميَّز بأنها ملوَّنة. تتمتع بعض هذه الحشرات – وبصفة خاصة ستيجيليتريناي (Stegelytrinae) – بأجنحةٍ شفافةٍ وتُشبه ذوات الجناحين عند النظر إليها لأول وهلة.
تتمتَّع نطاطات الأوراق بـأجزاء فم ثاقبة ماصة تمكَّنها من أن تتغذى على النسغ. عادةً ما تتغذى نطاطات الأوراق على نسغ مجموعة كبيرة ومتنوعة من النباتات، في حين يُعد بعضها مضيف-محدد بدرجة أكبر. يعتبر معظم نطاطات الأوراق عاشب، في حين يشتهر بعضها بأكل الحشرات الأصغر حجمًا مثل المن الذي يأكل الحشرات في بعض الأحيان. تُعرف بعض الأنواع بكونها تتمرغ في الطين (mud-puddling)، ولكن نادرًا ما تشترك الإناث في مثل هذا السلوك على ما يبدو. قد تنقل نطاطات الأوراق ممرضات النبات، مثل فيروسات النبات والجبل النباتية والبكتيريا. تشتمل أنواع فصيلة سيكاديليداي التي تتمثَّل في الآفات الزراعية الخطيرة على نطاط أوراق البنجر (سيركوليفر تينيلوس (Circulifer tenellus))، ونطاط أوراق البطاطس (إمبواسكا فاباي (Empoasca fabae))، ونطاط الأوراق ثنائية البقع (سوفونيا رافوفاسيا (Sophonia rufofascia))، والقناصة ذات الجناحين الزجاجيين (Glassy-winged sharpshooter) (هومالوديسكا فيترينينيس (Homalodisca vitripennis)), ونطاط الأوراق البنية الشائعة (Common brown leafhopper) (أوروسيوس أورينتاليز (Orosius orientalis))، وناقلات فيروس تخطط الذرة سيكادولينا مبيلا (Cicadulina mbila)، ونطاط أوراق التفاح الأبيض (ثيفلوسيبا بوماريا (Typhlocyba pomaria)).
في بعض الأحيان، تعتبر ممرضات النبات التي توزعها نطاطات الأوراق ممرضات للحشرات أنفسها، كما يمكنها أن تتكاثر داخل الغدد اللعابية لنطاطات الأوراق. قد تكون نطاطات الأوراق عرضةً للعديد من ممرضات الحشرات، بما فيها الفيروسات الثنائية المقرونة، والبكتيريا والعديد من الطفيليات الفطرية التي تلتهم البيض ويتغذى الحاشر الصغير منها على الحشرات البالغة.

## علم التصنيف
في التصنيف الذي يجمع بين القديم والحديث والذي شاع استخدامه خلال القرن العشرين، تُعد نطاطات الأوراق من متشابهات الأجنحة (رتبة)"، وهي مجموعة شبه عرقية تجمع بين أنساب رتبة نصفيات الأجنحة الأقل تطورًا التي تم تصنيفها على أنها رتيبة. يرجَّح أن رتبة "متشابهات الأجنحة تتفرع مرةً أخرى إلى رتيبة أوشينورهينتشا لنفس الأسباب، حيث تشتمل رتيبة أوشينورهينتشا على نصفيات الأجنحة متوسطة التطور، بغض النظر عن حقيقة أن رتبتَي أبومورف (apomorph) كوليورهينتشا (Coleorrhyncha) ومتباينات الأجنحة (الحشرات النمطية) قد تطورتا من رتيبة أوشينورهينتشا. ومن ثمَّ، فهناك اتجاه حديث لتقسيم نصفيات الأجنحة الأكثر تطورًا إلى ثلاثة أو أربعة أنساب تتمثل في أركايورهينتشا (Archaeorrhyncha) (وتُعرف باسم فالجورومورفا (Fulgoromorpha) إذا وجدت ضمن رتيبة أوشينورهينتشا) وكوليورهينتشا ومتباينات الأجنحة (أحيانًا تكوِّن رتبة واحدة تُعرف باسم بروسورهينتشا (Prosorrhyncha)) وكليبيورهينتشا (Clypeorrhyncha).
في الرتبة الأخيرة تبدو الرتيبات الثلاثة المعروفة وهي – المزبدة (المُزبدة والحشرة الوثَّابة الصغيرة)، وزيز (حشرة الزيز) وميمبراكويديا (Membracoidea) – وكأنها أحادية العرق. تُعد نطاطات الأوراق من أكثر الأنساب الأساسية الحيَّة لرتيبة ميمبراكويديا التي تشتمل أيضًا على فصائل أيتاليونيداي (Aetalionidae) (نطاطات الشجر أيتاليونيد (aetalionid))، وميمبراسيداي (Membracidae) (نطاطات الشجر النمطية وبق الزعرور)، وميليزوديريداي (Melizoderidae) وميرسلوبيداي (Myerslopiidae) الغريبة.

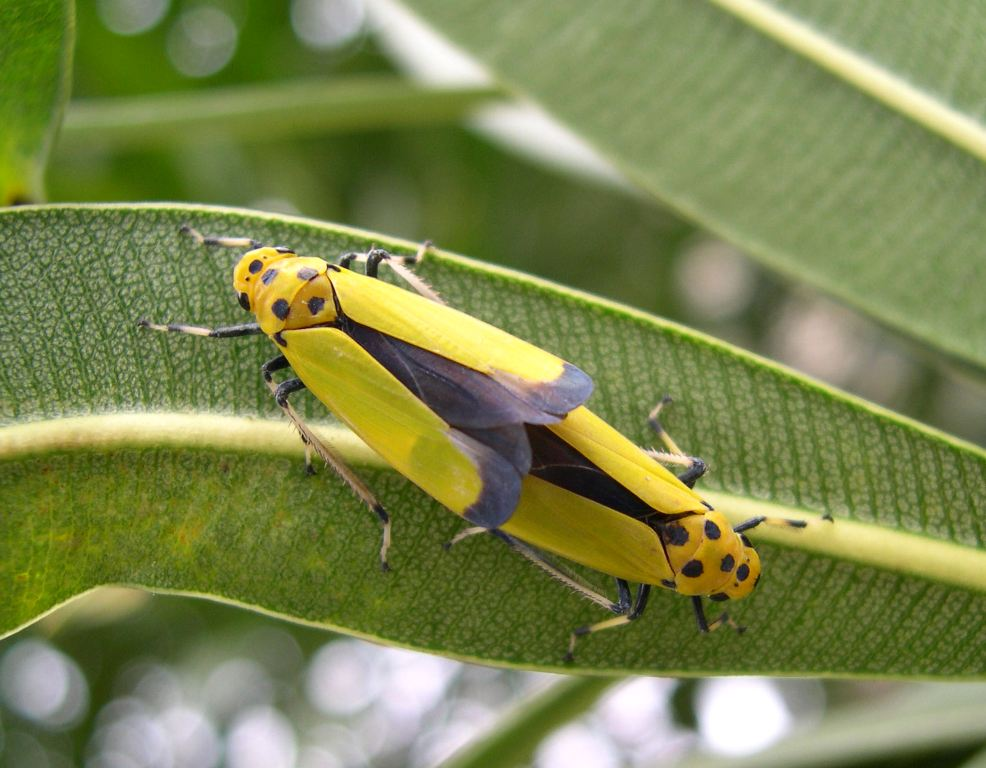
تزاوج بين زوج بوثروجونيا فيروجينيا (Bothrogonia ferruginea) (سيكاديليناي)، التي تُعرف باسم tsumaguro-ōyokobai في اليابان

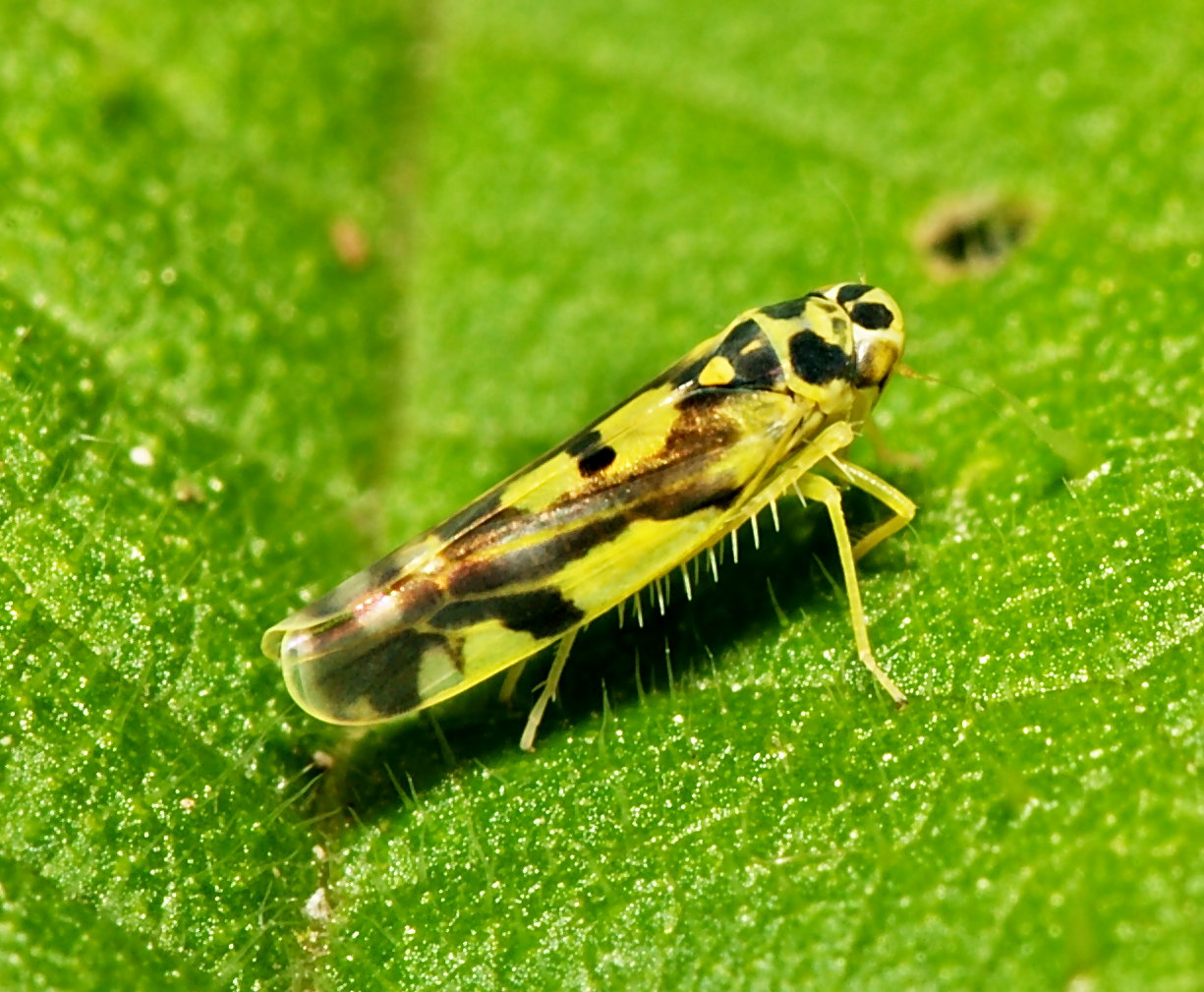
Adult إيوبتيريكس أوراتا (Eupteryx aurata) (تيفلوسيبيناي)

### الأسر
تنقسم نطاطات الأوراق إلى عدد كبيرٍ (حوالي 40) من الأسر التي تم سردها أبجديًا هنا، حيث لا يُعرف إلا القليل عن علم الوراثة العرقي الباطني للفصيلة. كما تم أيضًا سرد بعض الأجناس والأنواع البارزة.
- أكوستيميناي (Acostemminae)
- أجاليناي (Agalliinae)
- أفروديناي (Aphrodinae)
- أروجاديناي (Arrugadinae)
- أوسترواجالويديناي (Austroagalloidinae)
- بيثونيناي (Bythoniinae)
- سيكاديليناي (Cicadellinae)
  - بوثروجونيا (Bothrogonia)
  - جرافوسيفالا (Graphocephala)
  - القناصة ذات الجناحين الزجاجيين (Homalodisca)
  - زيزوجيتون (Zyzzogeton)
- كويليديناي (Coelidiinae)
- ديلتوسيفاليناي (Deltocephalinae)
  - سيركوليفر (Circulifer)
  - غرامنيلا (Graminella)
  - هيكالوسينا (Hecalusina) He, Zhang & Webb, 2008
- إرهومينيناي (Errhomeninae)
- إيواكانثيليناي (Euacanthellinae)
- إيوبيليسيناي (Eupelicinae)
- إيريميليناي (Eurymelinae)
  - إيوريميلا (Eurymela)
  - إيوريميلويدز (Eurymeloides)
- إيوسيليناي (Euscelinae)
- إفاكانثيناي (Evacanthinae)
- إفانسيوليناي (Evansiolinae)
- جيبونيناي (Gyponinae)
- هيليسيناي (Hylicinae)
- إياسيناي (Iassinae)
- إديوسيريناي (Idiocerinae)
  - إديوسيراس (Idiocerus)
- ليدريناي (Ledrinae)
  - نيوتيتوريا (Neotituria)
- ماكروبسيناي (Macropsinae)
- ماكيلينجيناي (Makilingiinae)
- ميجوفثالميناي (Megophthalminae)
- نطاط الشجر (Membracidae)
  - بوسيديوم جلوبولار (Bocydium globulare)[9]
- ميليفيناي (Mileewinae)
- موكاريناي (Mukariinae)
- نيوباليناي (Neobalinae)
- نيوكويليديناي (Neocoelidiinae)
- نيوبسيناي (Neopsinae)
- نيونيناي (Nioniinae)
- نيرفانيناي (Nirvaninae)
  - نيرفانا (Nirvana)
  - سوفونيا (Sophonia)
- فيريورهينيناي (Phereurhininae)
- سيلينوسيفاليناي (Selenocephalinae)
- سيجنوريتيناي (Signoretiinae)
- ستيجيليريناي (Stegelytrinae)
  - أكوليسكوتيلاريس (Aculescutellaris)
  - سيرتا (Cyrta) ميليتشار (Melichar), 1902 (بما فيها بلاسيداس (Placidus))
  - دودا (Doda)
  - باراسيرتا (Paracyrta) Wei, Webb & Zhang, 2008
  - بسيودودودا (Pseudododa)
- تارتيسيناي (Tartessinae)
- تينتيروميناي (Tinterominae)
- التيفلاوات
  - الإمبواسكاوية
    - الإمبواسكة

  - دزيونيونو (Dziwneono)
  - إراسمونويرا (Erasmoneura) يونج (Young), 1952
  - إيوبتيريكس (Eupteryx)
  - سويتا (Sweta) Viraktamath & Dietrich, 2011[10]
  - تيفلوسيبا (Typhlocyba)
- إكسيزتوسيفاليناي (Xestocephalinae)
- صنف غير محدد
  - ميسوجاسويدس (Mesojassoides) (الكريتاسي المنقرض السابق)

## كتابات أخرى
- Carver, M, FG. Gross, and TE. Woodward. 1991. Hemiptera (bugs, leafhoppers, cicadas, aphids, scale insects, etc.) In: The Insects of Australia - a Textbook for Students and Research Workers Volume 1. Melbourne University Press, Melbourne, Australia".

## وصلات خارجية
- Cicadellidae Taxonomy Site نسخة محفوظة 27 يونيو 2011 على موقع واي باك مشين.
- Red-banded leafhopper Graphocephala coccinea - diagnostic photographs and information
- Illinois Natural History Survey:leafhoppers
- Leafhoppers of North and South America نسخة محفوظة 6 مارس 2012 على موقع واي باك مشين.
- Sharpshooter Leafhoppers of the World (Hemiptera: Cicadellinae) – Online Database with color photos of nearly all described species.
- Leafhoppers Pinellas County Florida
- Auchenorrhyncha keys, Australia and neighbouring areas
- DrMetcalf: a resource on cicadas, leafhoppers, planthoppers, spittlebugs, and treehoppers